# ATP World Tour Finals 2014
De ATP World Tour Finals 2014 werden van 9 november tot en met 16 november 2014 gehouden in The O2 Arena in Londen. Er werd indoor op hardcourtbanen gespeeld. Het deelnemersveld bestond uit de beste acht spelers/dubbels van de ATP Rankings. 
De titelverdediger in het enkelspel, Novak Đoković, won opnieuw het toernooi. In het dubbelspel waren de titelverdedigers David Marrero en Fernando Verdasco niet geplaatst. De dubbelspelfinale werd gewonnen door de Amerikaanse broers Bob en Mike Bryan.
Het toernooi van 2014 trok 263.560 toeschouwers.

## Enkelspel
| Ranking | Speler             | Prestatie    |
| ------- | ------------------ | ------------ |
| 1.      | Novak Đoković      | Winnaar      |
| 2.      | Roger Federer      | Runner-up    |
| 3.      | Stanislas Wawrinka | Halve finale |
| 4.      | Kei Nishikori      | Halve finale |
| 5.      | Andy Murray        | Round Robin  |
| 6.      | Tomáš Berdych      | Round Robin  |
| 7.      | Milos Raonic       | Round Robin  |
| 8.      | Marin Čilić        | Round Robin  |
| 9.      | David Ferrer       | Round Robin  |

| Resultaat                    | Prijzengeld    | ATP-punten |
| ---------------------------- | -------------- | ---------- |
| Winnaar                      | GF+ $1.450.000 | GF+900     |
| Finale                       | GF+ $475.000   | GF+400     |
| Groepsfase (per overwinning) | $155.000       | 200        |
| Deelnemers                   | $155.000       |            |
| Vervangers                   | $85.000        |            |

### Groepsfase
De eindstand in de groepsfase wordt bepaald door achtereenvolgend te kijken naar eerst het aantal overwinningen in combinatie met het aantal wedstrijden. Mochten er dan twee spelers gelijk staan wordt er naar het onderling resultaat gekeken. Mocht het aantal overwinningen en wedstrijden bij drie of vier spelers gelijk wordt er gekeken naar het percentage gewonnen sets en eventueel gewonnen games. Als er dan nog steeds geen ranglijst opgemaakt kan worden dan beslist de wedstrijd commissie.

#### Groep A
|                    |                    | Uitslag       |
| ------------------ | ------------------ | ------------- |
| Stanislas Wawrinka | Tomáš Berdych      | 6–1, 6–1      |
| Novak Đoković      | Marin Čilić        | 6–1, 6–1      |
| Tomáš Berdych      | Marin Čilić        | 6–3, 6–1      |
| Novak Đoković      | Stanislas Wawrinka | 6–3, 6–0      |
| Novak Đoković      | Tomáš Berdych      | 6−2, 6−2      |
| Stanislas Wawrinka | Marin Čilić        | 6−3, 4−6, 6−3 |

| Nr. | Speler             | Wedstrijd W - V | Sets W - V | Games W - V |
| --- | ------------------ | --------------- | ---------- | ----------- |
| 1   | Novak Đoković      | 3-0             | 6-0        | 36-9        |
| 2   | Stanislas Wawrinka | 2-1             | 4-3        | 31-26       |
| 3   | Tomáš Berdych      | 1-2             | 2-4        | 18-28       |
| 4   | Marin Čilić        | 0-3             | 1-6        | 18-40       |

#### Groep B
|               |               | Uitslag       |
| ------------- | ------------- | ------------- |
| Kei Nishikori | Andy Murray   | 6–4, 6–4      |
| Roger Federer | Milos Raonic  | 6–1, 7–6(0)   |
| Roger Federer | Kei Nishikori | 6–3, 6–2      |
| Andy Murray   | Milos Raonic  | 6–3, 7–5      |
| Kei Nishikori | David Ferrer  | 4–6, 6–4, 6–1 |
| Roger Federer | Andy Murray   | 6–0, 6–1      |

| Nr. | Speler        | Wedstrijd W - V | Sets W - V | Games W - V |
| --- | ------------- | --------------- | ---------- | ----------- |
| 1   | Roger Federer | 3-0             | 6-0        | 37-13       |
| 2   | Kei Nishikori | 2-1             | 4-3        | 33-31       |
| 3   | Andy Murray   | 1-2             | 2-4        | 22-32       |
| 4   | David Ferrer  | 0-1             | 1-2        | 11-16       |
| 5   | Milos Raonic  | 0-2             | 0-4        | 15-26       |

- David Ferrer verving de geblesseerd afgehaakte Milos Raonic na de 2e singlepartij.

### Knock-outfase
|  | Halve finale | Halve finale       | Halve finale  | Halve finale  | Halve finale |   |   | Finale        | Finale | Finale | Finale | Finale |
|  |              |                    |               |               |              |   |   |               |        |        |        |        |
|  | 1            | Novak Đoković      | 6             | 3             | 6            |   |   |               |        |        |        |        |
|  | 4            | Kei Nishikori      | 1             | 6             | 0            |   |   |               |        |        |        |        |
|  | 4            | Kei Nishikori      | 1             | 6             | 0            |   | 1 | Novak Đoković | w/o    |        |        |        |
|  |              |                    |               |               |              |   | 1 | Novak Đoković | w/o    |        |        |        |
|  |              | 2                  | Roger Federer |               |              |   |   |               |        |        |        |        |
|  | 2            | 2                  | Roger Federer | Roger Federer | 4            | 7 | 7 |               |        |        |        |        |
|  | 2            |                    |               | Roger Federer | 4            | 7 | 7 |               |        |        |        |        |
|  | 3            | Stanislas Wawrinka | 6             | 5             | 6            |   |   |               |        |        |        |        |

## Dubbelspel
| Ranking | Spelers                                 | Prestatie    |
| ------- | --------------------------------------- | ------------ |
| 1.      | Bob Bryan Mike Bryan                    | Winnaar      |
| 2.      | Daniel Nestor Nenad Zimonjić            | Round Robin  |
| 3.      | Alexander Peya Bruno Soares             | Round Robin  |
| 4.      | Julien Benneteau Édouard Roger-Vasselin | Halve finale |
| 5.      | Jean-Julien Rojer Horia Tecău           | Round Robin  |
| 6.      | Marcel Granollers Marc López            | Round Robin  |
| 7.      | Ivan Dodig Marcelo Melo                 | Runner-up    |
| 8.      | Łukasz Kubot Robert Lindstedt           | Halve finale |

| Resultaat                    | Prijzengeld   | ATP-punten |
| ---------------------------- | ------------- | ---------- |
| Winnaars                     | GF+ $ 226.000 | GF+900     |
| Finale                       | GF+ $76.000   | GF+400     |
| Groepsfase (per overwinning) | $30.000       | 200        |
| Deelnemers                   | $76.000       |            |
| Vervangers                   | $30.000       |            |

### Groepsfase
De eindstand in de groepsfase wordt bepaald door achtereenvolgend te kijken naar eerst het aantal overwinningen in combinatie met het aantal wedstrijden. Mochten er dan twee koppels
gelijk staan wordt er naar het onderling resultaat gekeken. Mocht het aantal overwinningen en wedstrijden bij drie of vier koppels gelijk wordt er gekeken naar het percentage gewonnen
sets en eventueel gewonnen games. Als er dan nog steeds geen ranglijst opgemaakt kan worden dan beslist de wedstrijd commissie.

#### Groep A
|                               |                               | Uitslag             |
| ----------------------------- | ----------------------------- | ------------------- |
| Alexander Peya Bruno Soares   | Jean-Julien Rojer Horia Tecău | 6–3, 3–6, [12–10]   |
| Bob Bryan Mike Bryan          | Łukasz Kubot Robert Lindstedt | 6-7(3), 3-6         |
| Bob Bryan Mike Bryan          | Jean-Julien Rojer Horia Tecău | 6–7(4), 6–3, [10–6] |
| Alexander Peya Bruno Soares   | Łukasz Kubot Robert Lindstedt | 4-6, 6-3, [6-10]    |
| Jean-Julien Rojer Horia Tecău | Łukasz Kubot Robert Lindstedt | 4-6, 6-7(4)         |
| Bob Bryan Mike Bryan          | Alexander Peya Bruno Soares   | 7−6(3), 7−6(2)      |

| Nr. | Speler                        | Wedstrijd W - V | Sets W - V | Games W - V |
| --- | ----------------------------- | --------------- | ---------- | ----------- |
| 1   | Łukasz Kubot Robert Lindstedt | 3-0             | 6-1        | 36-29       |
| 2   | Bob Bryan Mike Bryan          | 2-1             | 4-3        | 36-35       |
| 3   | Alexander Peya Bruno Soares   | 1-2             | 3-5        | 32-33       |
| 4   | Jean-Julien Rojer Horia Tecău | 0-3             | 2-6        | 29-36       |

#### Groep B
|                                         |                                         | Uitslag               |
| --------------------------------------- | --------------------------------------- | --------------------- |
| Julien Benneteau Édouard Roger-Vasselin | Marcel Granollers Marc López            | 4-6, 4-6              |
| Daniel Nestor Nenad Zimonjić            | Ivan Dodig Marcelo Melo                 | 3-6, 5-7              |
| Daniel Nestor Nenad Zimonjić            | Julien Benneteau Édouard Roger-Vasselin | 4-6, 7-5, [4-10]      |
| Marcel Granollers Marc López            | Ivan Dodig Marcelo Melo                 | 6-7(5), 6-7(12)       |
| Daniel Nestor Nenad Zimonjić            | Marcel Granollers Marc López            | 6–7(5–7), 6–3, [11-9] |
| Julien Benneteau Édouard Roger-Vasselin | Ivan Dodig Marcelo Melo                 | 4–6, 6–2, [10–8]      |

| Nr. | Speler                                  | Wedstrijd W - V | Sets W - V | Games W - V |
| --- | --------------------------------------- | --------------- | ---------- | ----------- |
| 1   | Julien Benneteau Édouard Roger-Vasselin | 2-1             | 4-4        | 31-31       |
| 2   | Ivan Dodig Marcelo Melo                 | 2-1             | 5-2        | 35-31       |
| 3   | Daniel Nestor Nenad Zimonjić            | 1-2             | 3-5        | 32-35       |
| 4   | Marcel Granollers Marc López            | 1-2             | 3-4        | 34-35       |

### Knock-outfase
|  | Halve finale | Halve finale                  | Halve finale         | Halve finale | Halve finale | Halve finale | Halve finale                            |                         |   | Finale | Finale | Finale | Finale | Finale | Finale | Finale |
|  |              |                               |                      |              |              |              |                                         |                         |   |        |        |        |        |        |        |        |
|  | 8            | Łukasz Kubot Robert Lindstedt | 6                    | 4            | [6]          |              |                                         |                         |   |        |        |        |        |        |        |        |
|  | 7            | Ivan Dodig Marcelo Melo       | 4                    | 6            | [10]         |              |                                         |                         |   |        |        |        |        |        |        |        |
|  | 7            | Ivan Dodig Marcelo Melo       | 4                    | 6            | [10]         |              | 7                                       | Ivan Dodig Marcelo Melo | 7 | 2      | [7]    |        |        |        |        |        |
|  |              |                               |                      |              |              |              |                                         | Ivan Dodig Marcelo Melo | 7 | 2      | [7]    |        |        |        |        |        |
|  |              | 1                             | Bob Bryan Mike Bryan | 65           | 6            | [10]         |                                         |                         |   |        |        |        |        |        |        |        |
|  | 4            | 1                             | Bob Bryan Mike Bryan | 65           | 6            | [10]         | Julien Benneteau Édouard Roger-Vasselin | 0                       | 3 |        |        |        |        |        |        |        |
|  | 4            |                               |                      |              |              |              | Julien Benneteau Édouard Roger-Vasselin | 0                       | 3 |        |        |        |        |        |        |        |
|  | 1            | Bob Bryan Mike Bryan          | 6                    | 6            |              |              |                                         |                         |   |        |        |        |        |        |        |        |